# Badi' al-Zaman al-Hamadhani

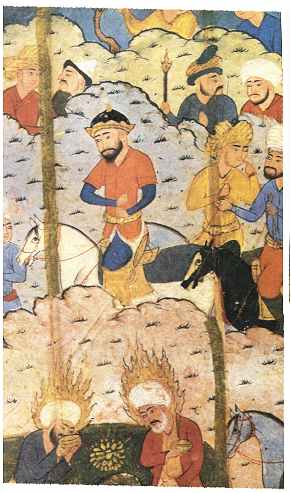
Badi' al-Zaman al-Hamadhani.

Badi' al-Zaman al-Hamadhani (967 - 1007) var en persisk skönlitterär författare och mästare på arabisk prosa. Hans huvudverk var magamat, en samling episodiska historier om en förbrytare, Abu al-Fath al-Iskandari.
Hamadhani föddes och utbildades i Hamedan, den uråldriga huvudstaden av Medes och Perserriket känd i antiken som Ekbatana, i nuvarande Iran. Han var känd för sitt anmärkningsvärt goda minne och för sin utmärkta talarförmåga. Hamadhani var en av de första att förnya användandet av rim i prosa.
Nedslagskratern Al-Hamadhani på planeten Merkurius är uppkallad efter honom.